# One Man Band
One Man Band (br: A Banda de Um Homem Só / pt: O Homem Orquestra) é um curta-metragem de animação realizado em 2005 pela produtora de animações em computação gráfica Pixar Animation Studios. Este curta pode ser assistido como bônus no DVD do filme animação Cars.

## História
A história se passa em uma praça num pequeno vilarejo, onde está um músico que toca diversos instrumentos sozinho, e uma garota, que iria jogar sua moeda num poço. Atraída pela diferente maneira do músico, a garota resolve dar a moeda para ele, mas, de repente, aparece outro músico, que também toca diversos instrumentos sozinho. A garota fica atraída pelo novo músico. Acontece um duelo de músicos, cada qual tentando ganhar a moeda da garotinha. A confusão faz com que a moeda da garota caia em um bueiro. Triste por ter perdido sua moeda, ela pede aos músicos dinheiro, mas nem um deles tinha dinheiro, ela fica nervosa e pede um dos instrumentos. Um dos músicos dá a ela um violino, ela começa a tocar, e surpreendendo os músicos pelo seu jeito de tocar. A garota acaba ganhando um saco cheio de moedas, então os músicos pedem a ela, mas ela joga moedas no poço, finalizando o curta com os músicos tentando resgatar a moeda.

## Curiosidades
- A trilha sonora do curta foi escrita por Michael Giacchino, quem também compôs a trilha sonora para o filme de animação da The Incredibles.
- Este curta é similar ao filme de curta-metragem Tin Toy de 1988, onde um brinquedo musical é um soldadinho que também toca vários instrumentos sozinho.
- Esse curta Foi exibido nos cinemas antes do longa-metragem animado Carros.
- A garotinha tem uma forte semelhança ao Andy de Toy Story.
- O outro tocador de instrumentos (o que está de verde) tem uma semelhança ao Pica-Pau, por causa do grande nariz e o chapéu.
- Quem joga o saco de ouro é o Dentista de Procurando Nemo.

## Premiações
| Oscar         | Recebeu uma indicação (Melhor Curta Animado, 2006) |
| Annie Award   | Nenhum                                             |
| Grammy Award  | Nenhum                                             |
| Globo de Ouro | Nenhum                                             |
| Outros        | Nenhum                                             |